# Christian Grønborg
Christian Grønborg (Sorø, 29 de junio de 1962) es un deportista danés que compitió en vela en la clase Flying Dutchman. 
Participó en los Juegos Olímpicos de Seúl 1988, obteniendo una medalla de oro en la clase Flying Dutchman (junto con Jørgen Bojsen-Møller). Ganó una medalla de oro en el Campeonato Mundial de Flying Dutchman de 1988.

## Palmarés internacional
| \| Juegos Olímpicos \| Juegos Olímpicos \| Juegos Olímpicos \| Juegos Olímpicos \| \| Año \| Lugar \| Medalla \| Clase \| \| ------------------ \| ------------------------ \| ---------------- \| ---------------- \| \| 1988 \| Seúl (Corea del Sur) \| Medalla de oro \| Flying Dutchman \| \| Campeonato Mundial \| \| \| \| \| Año \| Lugar \| Medalla \| Clase \| \| 1988 \| Medemblik (Países Bajos) \| Medalla de oro \| Flying Dutchman \| |                          |                |                 |
| Juegos Olímpicos |                          |                |                 |
| Año | Lugar                    | Medalla        | Clase           |
| 1988 | Seúl (Corea del Sur)     | Medalla de oro | Flying Dutchman |
| Campeonato Mundial |                          |                |                 |
| Año | Lugar                    | Medalla        | Clase           |
| 1988 | Medemblik (Países Bajos) | Medalla de oro | Flying Dutchman |